# Kathrin Brigl
Kathrin Brigl (* 23. August 1938 in Berlin) ist eine deutsche Autorin und Songtexterin, Fernseh- und Radiomoderatorin.

## Leben
Noch während der Schulzeit schrieb sie für den Berliner Telegraf und interviewte Prominente für RIAS Berlin. Abgesehen von drei Redaktionsjahren bei der Illustrierten Constanze (1967–1970)  war sie ihr Leben lang freischaffend. Anfang der Sechzigerjahre schrieb sie eine eigene Kolumne in der Münchner Abendzeitung. In der Mitte des Jahrzehnts holte Frank Elstner sie als Moderatorin mit eigenem Programm zu Radio Luxemburg. Dazwischen gehörte sie anderthalb Jahre zum Ensemble des Berliner Kabaretts Die Bedienten.
1966 debütierte sie als Autorin und Darstellerin in der SFB-Produktion Der Zopf trägt wieder rosa Schleife im Fernsehen. Zahlreiche TV-Dokumentationen und Features für den Norddeutschen Rundfunk schlossen sich an. In ihrem TV-Film Tips für Hausfrauen – oder: Was wollen Sie eigentlich, Herr Meier? mit Ortrud Beginnen wurde 1973 die Schauspielerin und Sängerin Angelika Milster entdeckt.
Zusammen mit Volker Elis Pilgrim kreierte sie 1975 im Deutschen Schauspielhaus Hamburg das Vier-Stunden-Programm Talk mit Show.
Für ihre TV-Sendereihe Ehen vor Gericht, die sie über zwanzig Jahre moderierte, wurde sie mit einer Goldenen Kamera ausgezeichnet. Ihre Fernseh-Talkshow für den Sender Freies Berlin (1981/82) trug den Titel Standort Funkturm.
Ihr erster Roman Nur ein bißchen Zärtlichkeit erschien 1976. Ihre Serie von Interviews mit deutschen und deutschsprachigen Liedermachern im RIAS erschien unter dem Titel selbstredend in zwei Bänden 1984 und 1985. Als Buchhalter der Träume porträtierte sie zusammen mit Siegfried Schmidt-Joos 1985 den Jazz- und Rock-Impresario Fritz Rau.
Dem Sänger Taco verhalf sie als Songtexterin 1981 mit Träume brauchen Zeit zum Durchbruch beim deutschen Vorentscheid zum Grand Prix Eurovision. Anschließend schrieb und inszenierte sie Taco im Hamburger Macadam-Theater die One Man Show Curtain Call.
Mit Caterina Valente bereiste sie zwei Mal Brasilien und interviewte sie dabei. Sie schrieb ihr für das Österreichische Fernsehen die Samstagabend-Show CATERINA und führte das letzte TV-Interview in Caterina Valentes Berufsleben für die ZDF-Serie Zeugen des Jahrhunderts.
Die Sängerin Veronika Fischer interpretierte 1997 Kathrin Brigls Songs – Komposition Andreas Bicking – für das Musical Das Kind und der Kater.
Kathrin Brigl gehörte ein gutes Vierteljahrhundert lang im RIAS (1979–1987)  und SFB/RBB (1987–2006) mit Sendungen wie Guten Morgen Berlin, Seele auf heiß, Brigl am Broadway oder The Voice zu den prägnantesten Radiostimmen Berlins. Zum Dauerbrenner in den beiden Sendern geriet das wöchentlich ausgestrahlte Magazin Showtime mit Reportagen aus dem internationalen Show Business, das sie zusammen mit Siegfried Schmidt-Joos präsentierte.
Seit Ende der Nuller Jahre konzentriert sich Brigls Tätigkeit im Wesentlichen auf die schriftstellerische Arbeit für das Musicaltheater und Kindertheater. 

## Privates
Die Kriegsjahre überstand Brigl in der thüringischen Provinz. Im Nachkriegs-Berlin beendete sie die Schule, reüssierte aber schon während dieser Zeit als Autodidaktin und enthusiastische Publizistin, die vielen Anforderungen und eigenen Ideen gerecht zu werden wusste.
Ihre erste Ehe mit dem Kaufmann Heinrich Brigl (Kirchliche Kunst) wurde 1963 geschieden. Seit 1979 lebt sie wieder in Berlin und war – nach dem Schauspieler Roland Astor – in dritter Ehe mit dem Musik- und Kulturpublizisten Siegfried Schmidt-Joos verheiratet. Ihre Tochter Christine (* 1961) ist Schauspielerin und Regisseurin sowie Mutter der beiden Enkelkinder.

## Werke
Schriften und gedruckte Interviews
- Nur ein bisschen Zärtlichkeit,  Herbig-Verlag 1976 (mehrere TB-Ausgaben)
- Buchhalter der Träume  (zusammen mit Siegfried Schmidt-Joos), Quadriga-Verlag 1985
- Selbstredend... 1  (Interviews mit Georg Danzer, Klaus Hoffmann, Peter Horton, Heinz Rudolf Kunze, Reinhard Mey, Erika Pluhar, Hans Scheibner, Stephan Sulke),  Rowohlt-Taschenbuchverlag 1985
- Selbstredend... 2  (Interviews mit Ina Deter, André Heller, Jürgen von der Lippe, Manfred Maurenbrecher, Ulla Meinecke, Herman van Veen, Stefan Waggershausen, Konstantin Wecker), Rowohlt-TBV 1986
- Michael Jackson: Auf der Suche nach einem Gesicht, in: IDOLE 3, Ullstein 1984
- Craig Russell: Schlaflos mit Schminke, in: IDOLE 4, Ullstein 1985
- Marilyn Monroe: Die Blondine, in: IDOLE 7, Ullstein 1985
- Nina Hagen: Die Provokation, oder: Ich vertrau´ meinen außerirdischen Freunden, in: IDOLE 8,  Ullstein 1986
- Michael Jackson: Auf der Suche nach einem Gesicht (erweiterte und aktualisierte Fassung), in:  Siegfried Schmidt-Joos: My Back Pages, Lukas-Verlag 2004

Theater
- Curtain Call (One Man Show mit Taco), Macadam Theater, Hamburg 1983
- Ich bin ein Frosch, na und? (Kinder-Rock-Revue mit Christine Brigl, Musik: Bob Lenox), Ufa-Fabrik Berlin 1993, Altonaer Theater und St. Pauli Theater Hamburg, beide 1996, Heimathafen Berlin 2013
- Das Kind und der Kater (Musik:  Andreas Bicking), frei zur Uraufführung
- OH! LOLA! Das Leben ist kein Zuckerschlecken (Musik:  Rolf Kühn), frei zur Uraufführung (Produktionskonzept: Frank A. Buecheler)